# St. Georgen (Rebsorte)
St. Georgen ist eine alte Weißweinsorte aus Österreich, welche im Jahr 2000 wieder aufgefunden wurde. Der ursprüngliche frühere Name der Sorte ist nicht bekannt. Auch mit gentechnischen Untersuchungen war eine Zuordnung zu einer bekannten Sorte bis jetzt nicht möglich.

## Herkunft, Geschichte
Österreich, St. Georgen im Burgenland, St. Georgener Hetscherlberg, Ried Viehtrift.
Im Jahr 2000 konnte der Heimatforscher Michael Leberl im burgenländischen Ort St. Georgen bei Eisenstadt am Hetscherlberg in der ehemaligen Riede Viehtrift einen bis dahin nur noch aus Erzählungen bekannten uralten Rebstock auffinden.
Die Riede Viehtrift in St. Georgen am Leithagebirge ist nachweislich seit 1580 nicht mehr als Weingarten im Kataster geführt. Frühere Aufzeichnungen fielen einem Brand im Eisenstädter Archiv zum Opfer. Von mehreren alten Reben (Überlieferungen in St. Georgen) hat dieser Rebstock alle Witterungsextreme und auch die Reblauskatastrophe überlebt. Wiederentdeckt nach langer Suche von Michael Leberl, hat sich Hans Moser um deren Rettung, Vermehrung und um die Anlage des Versuchsweingartens gekümmert. Die Pflege dieses Rebstockes hat sein Vater Johann Moser sen. betrieben.
Im Februar 2011 ist der Rebstock am St. Georgener Hetscherlberg im Zuge eines Vandalenaktes schwer beschädigt worden. Noch im selben Jahr wurde der Rebstock zum Naturdenkmal erklärt.
Über Vorschlag von Ferdinand Regner wurde die Sorte zunächst nach dem Auffindungsort „St. Georgen“ benannt, im Rahmen der Zertifizierung erhielt sie den Hauptnamen „Mater Veltlinis“ (mit „St. Georgen“ als Synonym).
Ausgehend von diesem Rebstock wurde in den folgenden Jahren je ein Versuchsweingarten in St. Georgen sowie am Langenzersdorfer Versuchsgut Götzhof der Höheren Bundeslehranstalt und Bundesamt für Wein- und Obstbau Klosterneuburg, angelegt. Am 20. Februar 2014 fand am Versuchsgut Götzhof die Präsentation der ersten Weine statt. Am 29. September 2015 konnten im Versuchsweingarten St. Georgen 481 kg Trauben geerntet werden, aus denen 300 Liter Wein ausgebaut wurden, bis zum Jahr 2020 wurde der Ertrag auf 1.255 kg Trauben und 687 Liter Wein gesteigert.

## Bedeutung
Bei den gentechnischen Untersuchungen von Ferdinand Regner von der Höhere Bundeslehranstalt und Bundesamt für Wein- und Obstbau in Klosterneuburg ergab sich, dass es sich um eine Unikatsrebe handelt. Im Vergleich mit der Sorte Grüner Veltliner ergab sich eine Übereinstimmung nicht in allen Genorten zu 100 %, wurde aber an 19 Chromosomen zweifelsfrei erkannt. Auf Grund dieses Ergebnisses ist die Sorte Grüner Veltliner eine natürliche Kreuzung aus Traminer × St. Georgen. Sie ist die Muttersorte des Grünen Veltliners. Entscheidenden Einfluss auf die Qualität des Grünen Veltliners, was man bis jetzt nach mehreren Ernten mit Weinausbau erkennen kann, hat die Sorte nicht. Dieser geht vom zweiten Kreuzungspartner, der Sorte Traminer aus.

## Ampelografische Merkmale

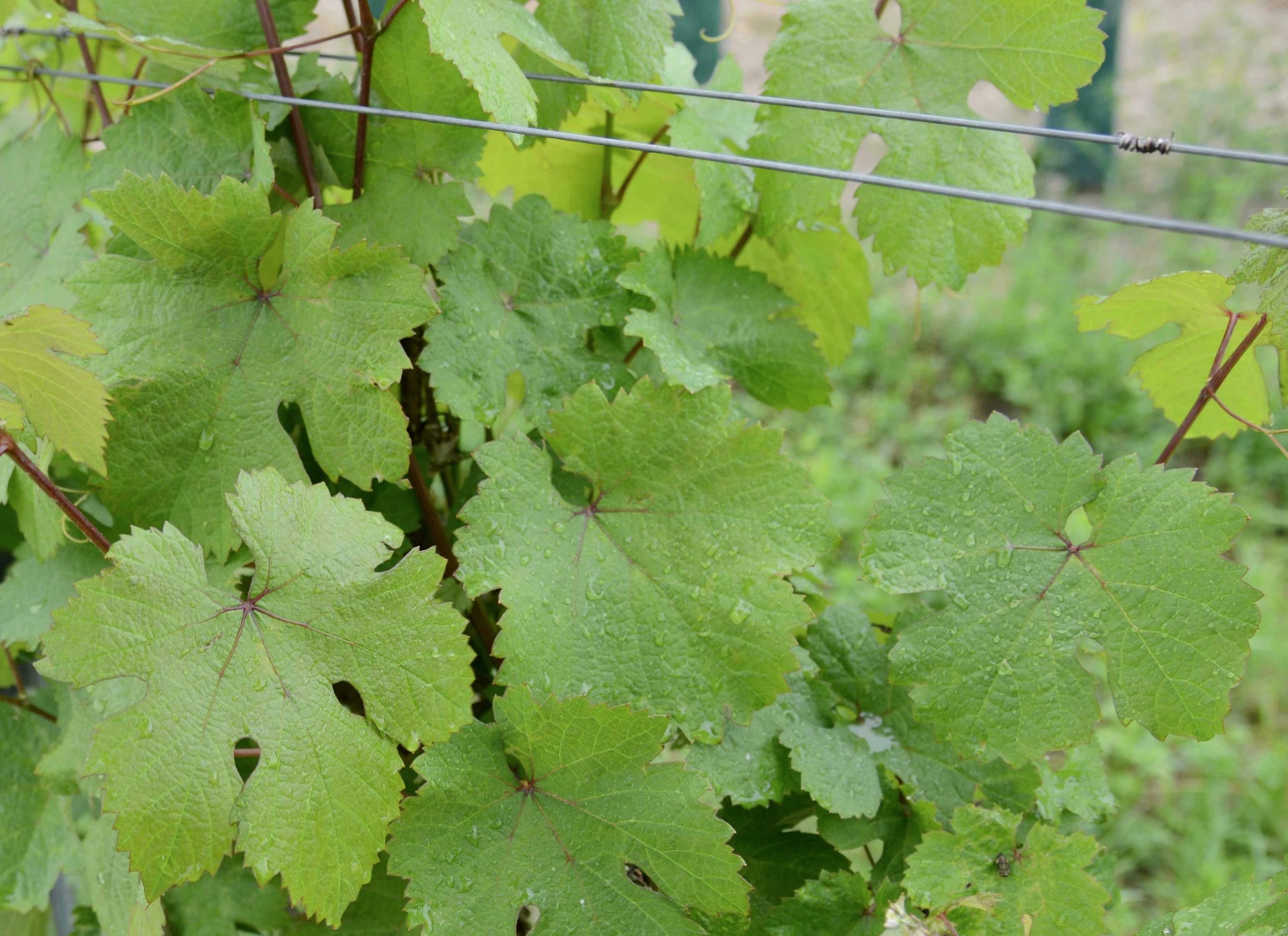
Blätter der Sorte St. Georgen im jungen Weingarten in der St. Georgener Riede Viehtrift, 2016

- Die Triebspitze ist offen, schwach behaart mit mittlerer Anthozyanfärbung. Die Triebhaltung ist aufrecht bis waagrecht.
- Die jungen Blätter haben eine grüne Blattspreite; auf der Unterseite nur geringe Behaarung. Das ausgewachsene Blatt ist fünfeckig mit 5 Lappen und ebenen Profil. Die Hauptnerven auf der Blattoberseite im Stielansatz rot, die Spreite ist mittel gewaffelt und nicht blasig. Die Stielbucht ist offen bis geschlossen mit U förmiger Basis und nicht von Nerven begrenzt.
- Die Traube ist mittellang (16 cm) und eher fest mit zylindrischer Form. Die Traube hat 1 – 3 Flügel und keine Beitraube. Die Beeren sind rundlich und haben ein Einzelbeerengewicht bis zu 2,5 g. Die Beerenhaut ist gelbgrün und das Fruchtfleisch ungefärbt und hat einen neutralen Geschmack.[7]

Reife: mittel bis spät

## Wein
Die ersten gewonnenen Weine wurden wie folgt beschrieben: Dem Veltliner oder Furmint ähnlich mit Neuburger-Facetten bis zu mineralisch und burgundisch, komplex, sehr vielschichtig duftig und aromatisch am Gaumen; erstaunliche Frische trotz niedriger Säure durch den heißen Jahrgang 2015 und der wärmsten Lage in St. Georgen. Das Potenzial der Sorte wird derzeit mit weiteren Versuchspflanzungen in Niederösterreich und im Burgenland erforscht.
Bei der Verkostung „Österreichische autochtone Rebsorten“ von Willi Balanjuk konnte die Rebe St. Georgen den ersten Platz erringen.